# Schwaderloch
Schwaderloch is een gemeente en plaats in het Zwitserse kanton Aargau en maakt deel uit van het district Laufenburg.
Schwaderloch telt 689 inwoners.